# Bozdoğan
Bozdoğan là một huyện thuộc tỉnh Aydın, Thổ Nhĩ Kỳ. Huyện có diện tích 855 km² và dân số thời điểm năm 2007 là 36463 người, mật độ 43 người/km².